# Cryptopsilotris batrachodes
Cryptopsilotris batrachodes es una especie de peces de la familia de los Gobiidae en el orden de los Perciformes.

## Morfología
Los machos pueden llegar a alcanzar los 1,9 cm de longitud total y las hembras 1,6.

## Hábitat
Es un pez de Mar y, de clima tropical y asociado a los arrecifes de coral.

## Distribución geográfica
Se encuentra en el Atlántico occidental: las Bahamas, Cuba y Belice .

## Observaciones
Es inofensivo para los humanos.